# Симфонія № 2 (Шостакович)
Симфо́нія № 2 сі-бемоль мажор, тв. 14, «Жовтню» (рос. «Октябрю») — симфонія Дмитра Дмитровича Шостаковича, написана в 1927 р. Симфонія одночастинна (включає два великих розділи), тривалість — близько 20 хвилин.
Написана для великого симфонічного оркестру з хором. Хор співає на слова Олександра Безименського «Мы шли, мы просили работа и хлеба» («Ми йшли, ми просили роботи й хліба»)

## Дискографія
| Хор                           | Оркестр                               | Диригент             | Лейбл         | Рік запису | Формат |
| ----------------------------- | ------------------------------------- | -------------------- | ------------- | ---------- | ------ |
| Брайтон фестиваль хор         | Королівський філармонічний оркестр    | Володимир Ашкеназі   | Decca Records | 1992       | CD     |
| Голоси Лондона                | Лондонський симфонічний оркестр       | Мстислав Ростропович | Teldec        | 1993       | CD     |
| хор Баварського радіо         | симфонічний оркестр Баварського радіо | Маріс Янсонс         | EMI Classics  | 1994       | CD     |
| Лондонський філармонічний хор | Лондонський філармонічний оркестр     | Бернард Гайтінк      | Decca Records |            | CD     |
| Празький філармонічний хор    | Празький симфонічний оркестр          | Максим Шостакович    | Supraphon     |            | CD     |
|                               | оркестр Маріїнського театру           | Валерій Гергієв      | Маріїнський   | CD         |        |

## Характеристика
Другу і Третю симфонії Шостаковича часто критикували за невідповідність їх експериментальних оркестрових секцій та більш звичні агітпропагандистські хорові фінали. У Радянському Союзі їх вважали експериментами, і з часів Сталіна термін «експеримент» не вважався позитивним.  Значно пізніше Шостакович зізнався, що із його 15 симфоній «дві, я гадаю, абсолютно незадовільні — це Друга і Третя». Він також відкинув ранні експериментальні твори взагалі як «помилкове прагнення до оригінальності» [фортепіанний цикл Афоризми] та «хвороби дитинства» [Друга та Третя симфонії]. 
В якості епіграфа Другої симфонії долучено вірш Олександра Безименського, який прославив роль Леніна у пролетарській боротьбі у бундючному стилі. Культ Леніна, нав'язаний верхівкою партії, зріс до гігантських розмірів по його смерті.

### Створення
Симфонія №2 була замовлена Львом Шугліним, більшовиком і керівником відділу пропаганди Державного музичного видавництва (Музектор), він просив написати великий оркестровий твір із хоровим фіналом під назвою «Посвята жовтню» до святкування 10-ї річниці Жовтневої Революції. Композитор не був незадоволений твором; 28 травня 1927 року він написав Тетяні Глівенко, що йому набридло писати його, він вважає текст Безименського «огидним». Тим не менше, симфонія стала яскравим зразком радянської музики 20-х років, і зокрема поняття "промислових" симфоній, спрямованих на натхнення пролетаріату: хоровий розділ відкривається фабричним свистком — це нововведення, запропоноване Шугліним.
Частковою проблемою, яку мав Шостакович при написанні симфонії, було те, що люди очікували продовження його Першої симфонії, і він більше не міг писати в тому ж стилі. У нього також були інші задуми, на яких він хотів якомога швидше сконцентруватись, і Перша симфонія зайняла у нього майже рік роботи. Відділ пропаганди Комісаріату просвітництва «Агітотдель» регулярно замовляв одномоментні твори на актуальні теми. У цих роботах часто звучали революційні мелодії та незмінно співалися тексти, аби необхідний зміст був зрозумілим. Крім того, через немузичну орієнтацію потенційної аудиторії, ці твори, як очікувалося, тривають не більше 15 або 20 хвилин.
Хоча симфонія №2 була замовлена більше «Музектором», ніж «Агітоделем», і, таким чином, очікувалося, що він створить радше абстрактну композицію ніж пропагандистську, написання короткої агітпроп-симфонії, здавалося, вирішило всі проблеми Шостаковича. Така робота була цілком доречною для випадку, заради якого писалася. До того ж, Музектору не можна було відмовити, і виконання замовлення гарантувало дружню пресу. Це також сприяло експериментам з оркестровими ефектами в новому ключі. Найголовніше для Шостаковича, що робота над твором зайняла мало часу, що дозволило йому повернутися до інших проєктів як можна швидше.
Хорова частина завдавала композиторові особливих клопотів. Шостакович конфіденційно сказав Яворському: «Я складаю хор з великими труднощами. Слова!!!!» Як наслідок, відсутність творчого вогню стає очевидною; у розділі не вистачає драйву та переконливості, властивої багатьох його пізнішим творам. Це, очевидно, холодне формальне доповнення до композиції, якій вже бракує композиційної єдності. На думку Соломона Волкова цей епізод: «так і хочеться просто відрізати її ножицями».

### Прийом
На Заході слухачі високо оцінили оркестровий розділ, але не хоровий емоціоналізм, що слідував за ним. Хоча деякі радянські критики це визнали під час прем'єри, Друга симфонія не мала тривалого успіху.